# رحلة إلى مركز الأرض (فلم سينمائي 2008)
رحلة إلى مركز الأرض (بالإنجليزية: Journey to the Center of the Earth) هو فيلم مغامرة تم إنتاجه في الولايات المتحدة وصدر في سنة 2008. من بطولة برندان فريزر وجوش هوتشرسن وأنيتا برايم.

## القصة
يقوم شخص يدعى ماكس برحلة إلى مكان ما ويختفي، وبعد عشرة أعوام يبدأ أخوه بالتفكير بالبحث عنه، وفي نفس اليوم يأتي إلى عنده ابن أخيه (ابن ماكس) الذي يبلغ من العمر 13 عاما والذي يظن أن البقاء عند عمه ممل جدا ويبدأ بالتذمر، وبعد ذلك يذهبون إلى مكتب العم (أخو ماكس) ويكون عنده خارطة للعالم على حاسوبه وعليها 3 نقاط فيسأل الولد عمه : ما هذه النقاط؟
- - فيجيبه : هذه النقاط هي عمل كل عمري
  - فقال له الولد : هذه النقاط الأربع هي عمل كل عمرك!؟
  - فينظر العم إلى الخارطة متعجبا لأنه يعرف أن النقاك هي ثلاث، فيرى 4 نقاط دالة على نشاط زلزالي تماما كما سجله أخوه ماكس منذ 10 سنوات (ويكون لدى ماكس كتاب ألفه شخص يدعى فيرن يدون عليه أشياء غريبة)

، فيتجه العم وابن أخيه إلى المكان الموجود في آيسلندا ، وعندما يكونان على الطائرة يكتشفان اسما على الكتاب الخاص بماكس ،وعند البحث عنه يظهر أنه عالم يمتلك معهدا في آيسلندا ،فيتجهان إلى هناك ويكتشفان أنه مات منه سنوات والمعهد أصبح منزلا لابنته التي تسكن وحيدة وتعمل دليلا في الجبال ،فيخبرها العم عن كتاب ماكس فقالت له : أخوك هو شخص فيرني مثل أبي .
وعندما سئلها بتعجب ماذا يعني ذلك قالت له أنها التسمية التي تطلق على الأشخاص الذين يصدقون المكتوب في كتاب فيرن ،فيطلب منها أن تدلهم على الجبل الذي تم تسجيل النشاط الزلزالي فيه، وهناك تصدم صاعقة المستشعر الزلزالي وتحدث هزة تتسبب بحبسهم داخل نفق كان منجما منذ سنوات وتم إغلاقه، وبعدها تبدأ المغامرة ؛ فيجدون معادن ثمينة وطرقات خطيرة وأراض متكسرة وديناصورات وطيور وأسماك منقرضة وأحجار مغناطيسية طائرة وقبر ماكس ، وبعدها يستطيعون الخروج وينتهي الفيلم بتلميح إلى أنه سيكون هناك فيلم آخر عن رحلة إلى أتلانتيس

## الممثلون والشخصيات
- برندان فريزر
- جوش هوتشرسن
- أنيتا برايم

## الميزانية والإيرادات
بلغت تكلفة إنتاج الفيلم حوالي 60 مليون دولار بينما حقق إيرادات تقدر بـ 242 مليون دولار.

## مقالات ذات صلة
- الرحلة 2: الجزيرة الغامضة

## وصلات خارجية
- مقالات تستعمل روابط فنية بلا صلة مع ويكي بيانات